# 산지목화쥐
산지목화쥐(Sigmodon zanjonensis)는 비단털쥐과에 속하는 남아메리카 설치류이다. 멕시코 치아파스주와 과테말라의 고원에서 발견된다. 분포 지역의 동부와 남부 한계선은 아직 확인되지 않고 있다.